# Олег Копајев
Олег Павлович Копајев (рус. Олег Павлович Копаев; Јелец, 28. новембар 1937 — Ростов на Дону, 3. април 2010) био је руски и совјетски фудбалер, играо је на позицији нападача.
У првенству СССР-а одиграо је 259 утакмица и постигао 119 голова. Два пута је био најбољи стрелац првенства СССР-а. Био је у саставу за Европско првенство 1964. у Шпанији, где је са тимом освојио сребро, али није улазио у игру. За репрезентацију СССР-а одиграо је 6 утакмица, а за олимпијску селекцију један меч и постигао један гол.

## Успеси

### Клуб
Индивидуалне награде
- Члан клуба Григорија Федотова (обједињује совјетске и руске фудбалере који су у каријери постигли 100 или више голова).
- Најбољи стрелац Првенства Совјетског Савеза: 1963 (27 голова), 1965 (18 голова).

### Репрезентација
СССР
- Европско првенство друго место: Шпанија 1964.